# Fritz Schwarz (Architekt)

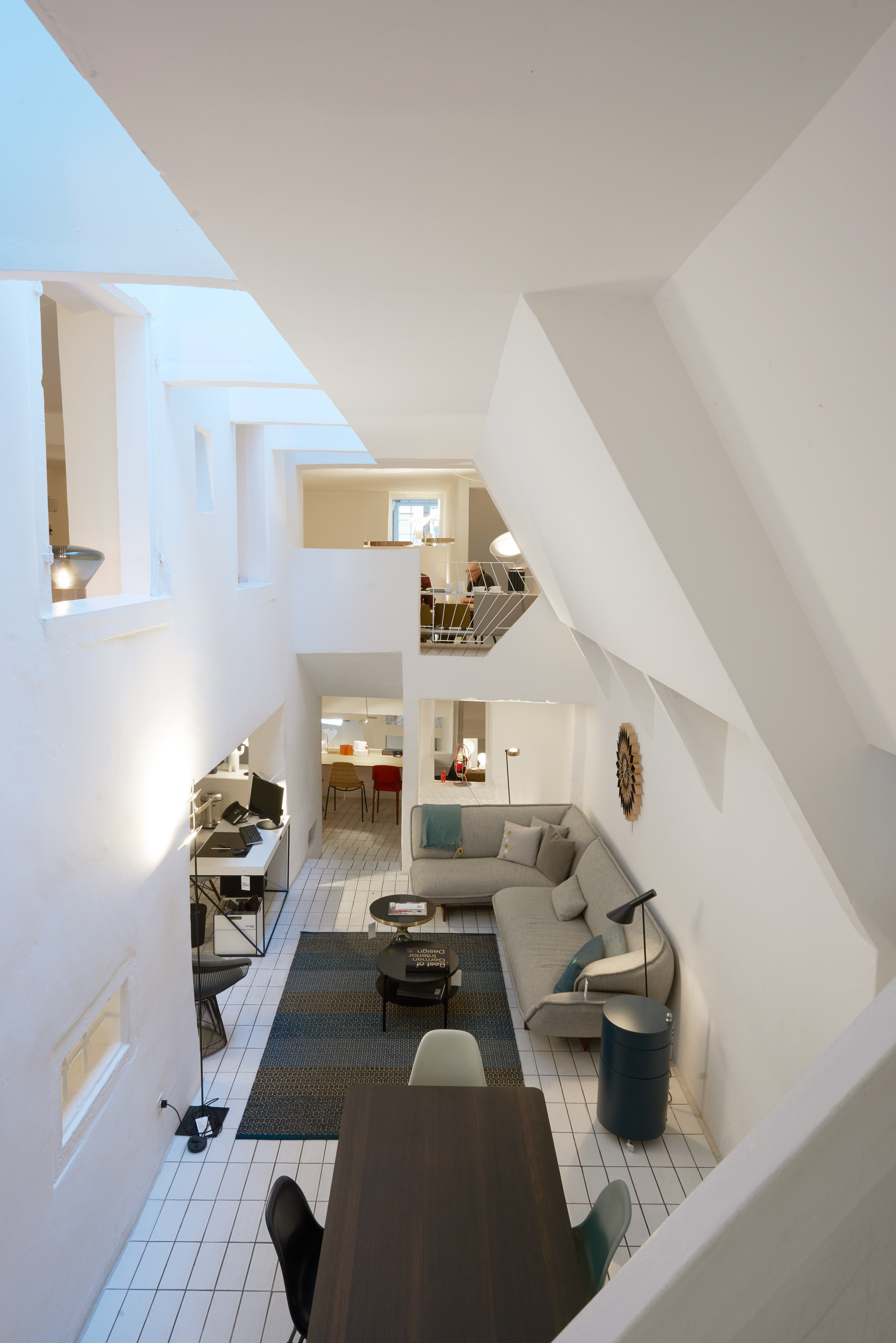
Neumarkt 17 in Zürich, Baujahr 1964

Fritz Schwarz (* 29. April 1930 in Zürich; † 17. September 2023) war ein Schweizer Architekt. Er gehörte der Zürcher Arbeitsgruppe für Städtebau an.

## Werdegang
Fritz Schwarz begann 1948 ein Architekturstudium an der ETH Zürich. 1953 diplomierte er bei Hans Hofmann und William Dunkel. Danach war er Mitarbeiter bei Ernst Schindler in Zürich. Daraufhin gründete Fritz Schwarz 1955 ein eigenes Büro in Zürich. 1956 begann die Zusammenarbeit mit Architektenkollegen Hans Litz. 1959 reiste Schwarz für ein Jahr nach Mexiko und in die USA, um dort eine andere Architektur kennen zu lernen. 1961 heiratete er Liz Schwarz, die Besitzerin des Möbelgeschäfts «Neumarkt 17» in Zürich. Zwischenzeitlich arbeitete Schwarz in Boston bei the Architects Collaborative und in New York bei Charles M. Goodman. Er amtierte als Sekretär der Arbeitsgemeinschaft für Städtebau. 1995 gründete Fritz Schwarz zusammen mit seinem Sohn Lucas Schwarz das Zürcher Architekturbüro Schwarz und Schwarz.

### Lehrtätigkeit
- 1976–1979: Gastprofessor an der ETH Zürich
- 1981–1989: Gastprofessor Virginia Tech, Blacksburg
- 1987: Gastprofessor, Ahmedabad

### Mitgliedschaften
1965 wurde Schwarz in den Bund Schweizer Architekten (BSA) berufen. Er war Impulsgeber und regte die Gründung des Architekturforums Zürich an. Von 1987 bis 1992 war Schwarz dessen erster Präsident. Er war Mitglied des Schweizerischen Werkbundes (SWB) und des Schweizerischen Ingenieur- und Architektenvereins (SIA).
Er verstarb am 17. September 2023.

## Bauten

### Hausgruppen
- 1968: Wohneinheiten Heuried

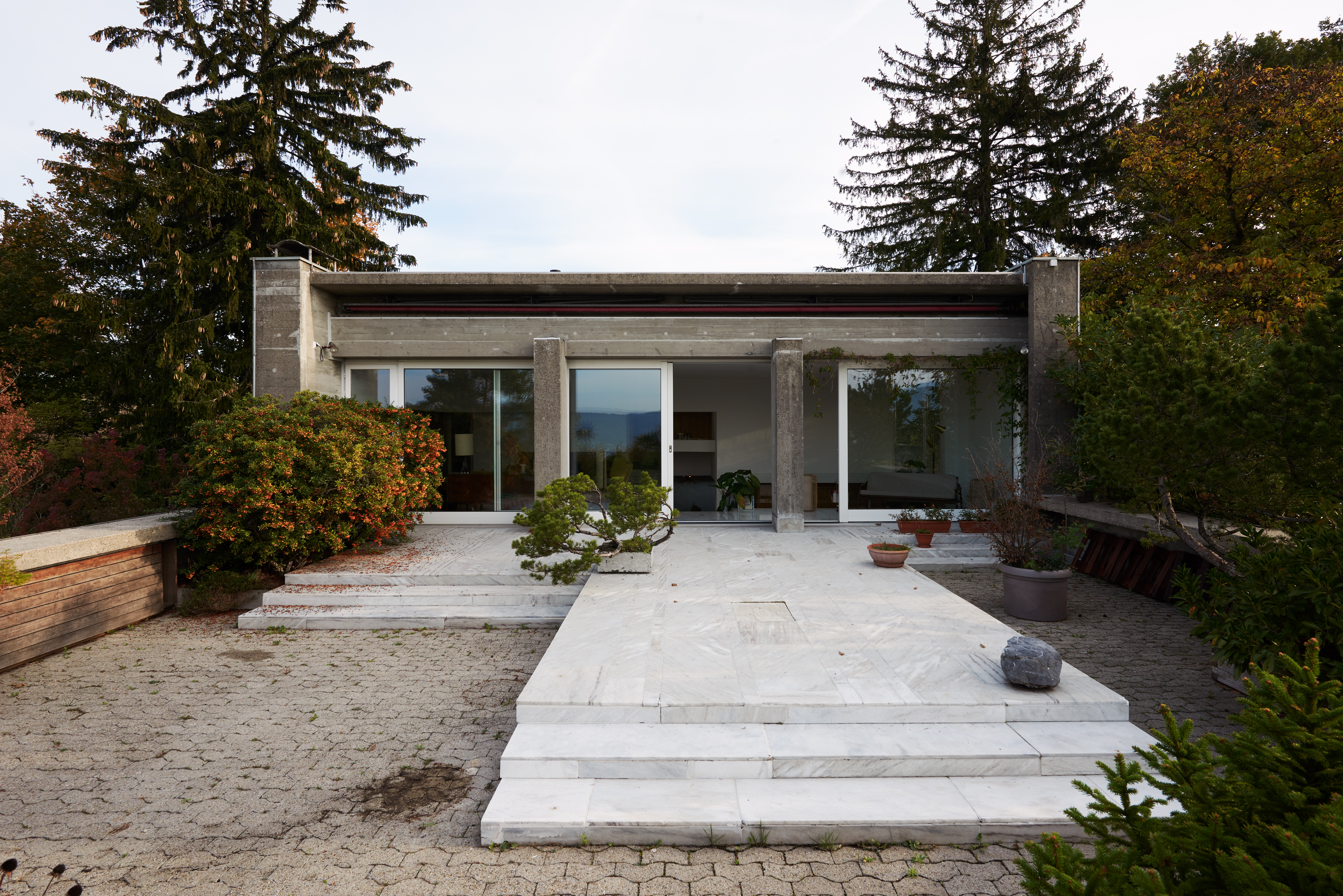
Terrassenhaus Zürich-Höngg, Baujahr 1968

- 1968: WE Terrassenhaus am Hönggerberg, Zürich
- 1952: WE Siedlung, Dinhard
- 1974: Doppelhaus Richterswil
- 1978: WE Wohnhaus Predigerplatz Zürich
- 1979: WE Reihenhaussiedlung, Lindau
- 1980: WE Grünigen
- 1982: WE Runddorf Benglen ZH
- 1995: WE Hinwil ZH
- 1984: WE Muttenz, NL

### Geschäftshäuser
- 1964: Umbau Neumarkt 17, Zürich[2][3][4][5]
- 1974: Telefonzentrale Urdorf

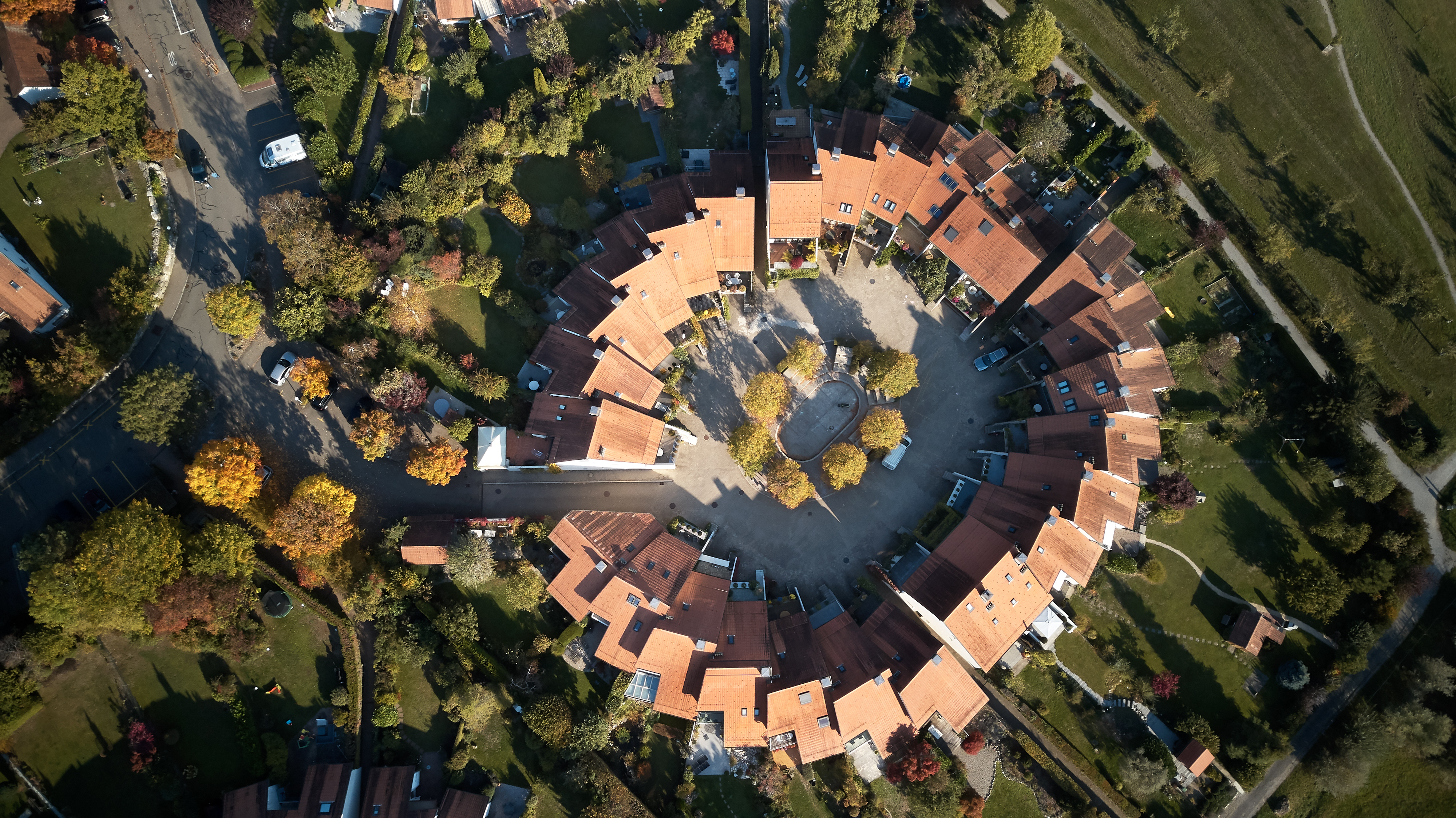
Runddorf Benglen, Baujahr 1982

- 1978: Ausstellungsräume Predigergasse Zürich
- 1979: Löwenhof Pfäffikon SZ
- 1982: Werbeagentur GGK Zürich
- 1984: Bürohaus Création Baumann, Langenthal
- 1987: Anbau Neumarkt 15, Zürich
- 2000: Migros Ittingen BE
- 2000: FIFA Zürich, mit Lucas Schwarz

### Sport und Erholung

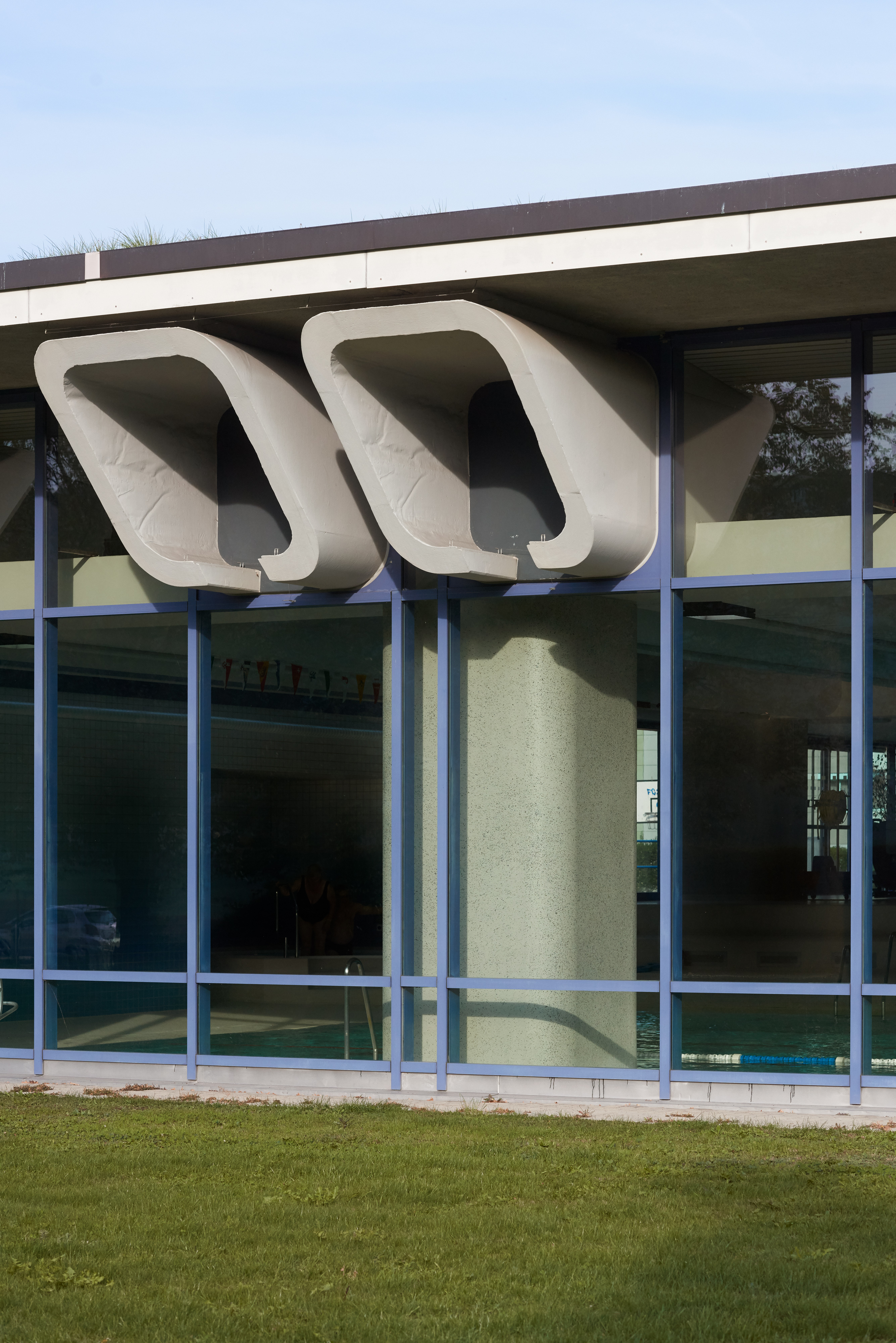
Hallenbad Urdorf, Baujahr 1973

- 1964: Bad und Kunsteisbahn Heuried Zürich, mit Hans Litz
- 1964: Privatbad Langenthal
- 1969: Privatbad Küsnacht
- 1971: Schwimmbad Zurzach
- 1973: Sport- und Schwimmhalle Urdorf
- 1984: Kunsteisbahn Oerlikon

- 1958: Freizeitzentrum Buchegg, Zürich, mit Hans Litz[6]
- 1964–1965: Sport- und Freizeitanlage Buchegg, Zürich, mit Hans Litz (2011–2017: Um- und Neubau, EM2N Architekten, Zürich)[7]

### Kultur

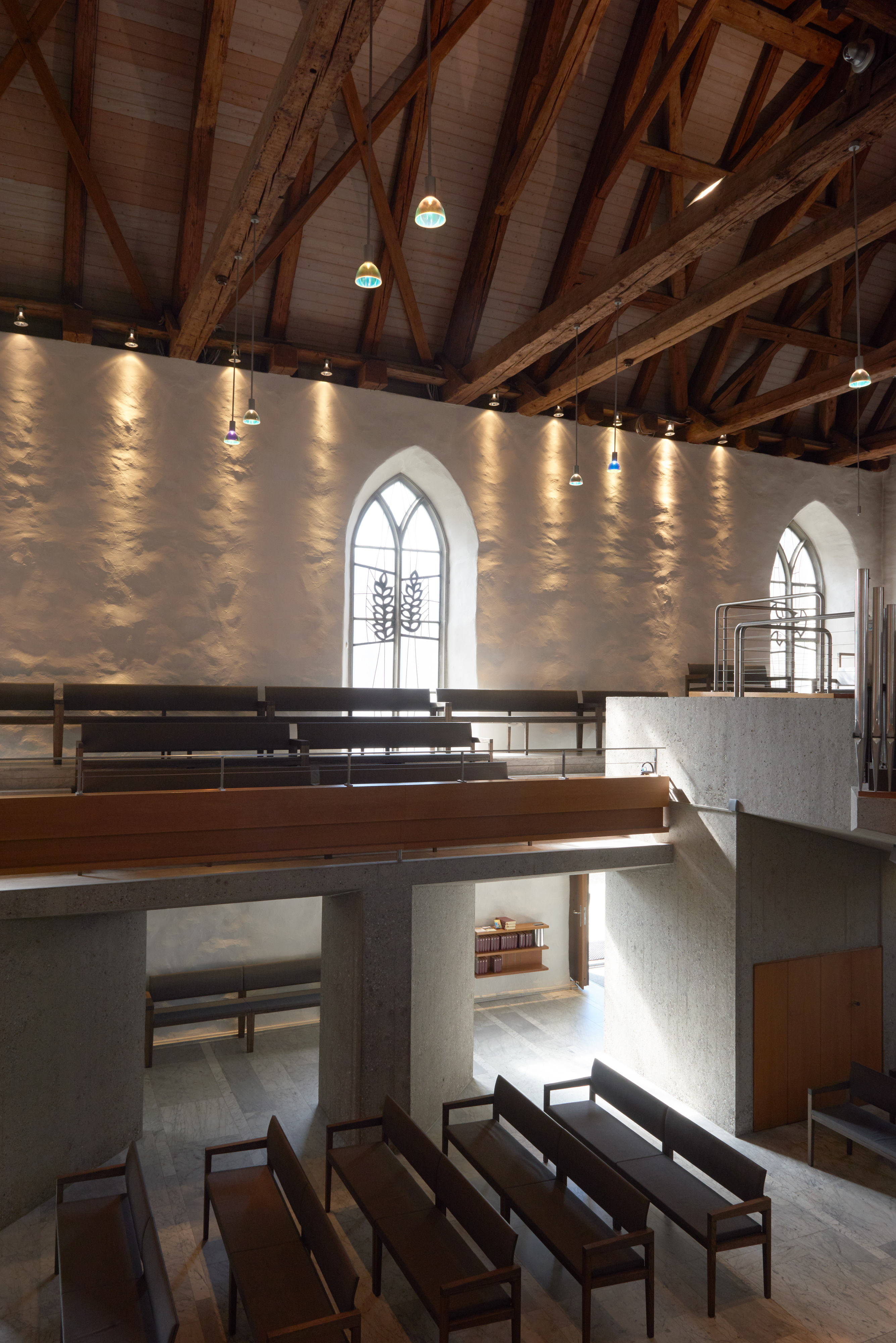
Kirche Bülach

- 1961–1970: Gemeindezentrum, Muttenz, mit Rolf Keller[8]
- 1971: Kellertheater Bülach
- 1980: Kongresszentrum, Bujumbura, Burundi (Projekt)
- 1975–1978: Siedlung Seldwyla – Häuser 16 & 17, Zumikon[9][10]
- 1978: Wohnstrasse Gerlisbrunnen (Runddorf), Benglen, mit Jörg Lendorf und Gerhard Erdt[11]
- 1968: Wohnhäuser Wasserschöpfi, Zürich, (2000–2001: Instandsetzung, Galli Rudolf Architekten, Zürich)[12]

### Schwarz und Schwarz
- 2000: Um- und Neubau Fifa Sonnenberg, Zürich
- 2004: Wohnanlage, Langenthal
- 2004: Terrassenhaus, Meilen
- 2019: Wohnanlage, Kilchberg

## Ehemalige Mitarbeiter
- Lisa Ehrensperger[13]
- Roland Frei
- Jacques Herzog
- Norbert de Biasio
- Heinz Zimmermann
- Daniel Bickel
- Sabine Hubacher
- Peter Kyncl
- Peter Märkli
- Valerio Olgiati
- Giovanni Scheibler[14]